# Солотвинський район
Соло́твинський район — колишній район Станіславської області УРСР. Адміністративним центром району було селище Солотвин.

## Історія
Солотвинський район утворений Указом Президії ВР СРСР від 17 січня 1940 р. із ґмін Солотвіна, Старуня, Пороги і Росульна Надвірнянського повіту Станіславської області УРСР.
Першим секретарем райкому компартії призначений Голенко Г. С. (до того — завідувач оргінструкрукторського  відділу Лиманського райкому КП(б)У Сталінської області)
У 1941—1944 роках територія району входила до складу Станіславської округи дистрикту Галичина. Після повторного захоплення території району Червоною армією в липні 1944 р. було відновлено довоєнний Солотвинський район з усіма адміністративними органами і розпочато примусову мобілізацію чоловіків.
Станом на 1 вересня 1946 року площа району становила 500 км², була 1 селищна рада, сільських рад — 21.
За даними облуправління МГБ у 1949 р. в Солотвинському районі підпілля ОУН найактивнішим було в селах Гвізд, Манява і Кричка. Підпілля ОУН активно діяло до 1951 року.
На 22.01.1955 в районі залишилось 20 сільрад.
Указом Президії Верховної Ради УРСР від 11.03.1959 Солотвинський район ліквідовано, а територію приєднано до Богородчанського.

## Адміністративний поділ
Станом на 1 вересня 1946 року
- Солотвинська селищна рада
  - селище Солотвин
- Бабченська сільська рада
  - село Бабче
- Богрівська сільська рада
  - село Богрівка
- Гвіздська сільська рада
  - село Гвізд
- Гутська сільська рада
  - село Гута
- Дзвиняцька сільська рада
  - село Дзвиняч
- Жураківська сільська рада
  - село Жураки
- Зарічанська сільська рада
  - село Заріччя
- Космацька сільська рада
  - село Космач
  - хутір Космачівка
- Кривецька сільська рада
  - село Кривець
- Краснянська сільська рада
  - село Кричка
  - хутір Плоска
- Луквицька сільська рада
  - село Луквиця
- Майданська сільська рада
  - село Майдан
- Манявська сільська рада
  - село Манява
- Марківська сільська рада
  - село Маркова (Богородчанський район)
- Молодківська сільська рада
  - село Молодків
- Монастирчанська сільська рада
  - село Монастирчани
- Порогівська сільська рада
  - село Пороги
  - хутір Драгони
- Раковецька сільська рада
  - село Раковець
- Росільнянська сільська рада
  - село Росільна
  - хутір Лукви
  - хутір Мокрий
  - хутір Петрицький
- Старунська сільська рада
  - село Старуня
  - хутір Красна
- Яблунська сільська рада
  - село Яблунька
  - хутір Заріччя